# Кассинелли, Роберто Никола
Роберто Никола Кассинелли (итал. Roberto Nicola Cassinelli; Пустой шаблон {{ВД-Преамбула}} ) — депутат Парламента Италии (2008—2013, 2017—2022). Судья Конституционного суда Италии (с 2025).

## Биография
Родился 10 декабря 1956 года в Генуе. Окончил высшую школу Института Витторино да Фельтре в Генуе. Окончил юридический факультет Миланского университета.
Работал юристом, аудитором. Являлся арбитром. 
Являлся членом Совета Ассоциации адвокатов Генуи, и аудитором данного Совета.
С 2018 по 2025 год работал в юридической компании «Carnelutti Associated». Являлся специальным администратором, членом правления, аудитором нескольких национальных компаний Италии.
В 1981, 1985 и 1990 годах избирался в Городской Совет Генуи.
Являлся членом Палаты депутатов Италии XVI и XVIII созывов, членом Сената Италии XVII созыва.
В парламенте XVI созыва являлся членом комиссии по юстиции, законодательного комитета. Принимал участие в разработке законопроекта по реформированию юридической практики.
В парламенте XVII созыва являлся членом комиссии по иностранным делам, и комиссии по конституционным вопросам.
В парламенте XVIII созыва являлся членом комиссии по юстиции.
Судья Конституционного суда Италии (с 19 февраля 2025). Избран 13 февраля 2025 года. Приведён к присяге 19 февраля 2025 года.

## Награды
- Нагрудной знак Висенте Рокафуэрте Эквадора (за социальные и политические заслуги)
- Серебряная медаль Национального совета адвокатуры Италии